# Dediama
Dediama este un gen de molii din familia Lymantriinae.